# Argophyllum vernicosum
Argophyllum vernicosum är en tvåhjärtbladig växtart som beskrevs av Däniker. Argophyllum vernicosum ingår i släktet Argophyllum och familjen Argophyllaceae. Inga underarter finns listade i Catalogue of Life.